# Aspres-lès-Corps
Ne doit pas être confondu avec Aspres-sur-Buëch, Aspres (région naturelle) ou Les Aspres.
Aspres-lès-Corps est une commune française située dans le département des Hautes-Alpes, en région Provence-Alpes-Côte d'Azur.

## Géographie
Aspres-lès-Corps est située à 4,5 km de Corps et à 7 km de Saint-Firmin, sur la route Napoléon. Situé sur la rive droite du Drac, sur des versants adrets, entre 760 et 2 776 m d'altitude, entre les massifs du Pelvoux et du Beaumont, le village se trouve à proximité du lac du Sautet.
Composé de grands pâturages très pentus, l'activité principale du village est l'élevage ovin. La végétation est plutôt aride et de montagne, tout comme la faune, avec beaucoup de forêt.
La commune se situe en périphérie mais fait partie du parc national des Écrins depuis 1973 et propose toutes les activités de montagne classiques.
Parmi les hameaux du village, on trouve Brudour, le Motty.

### Climat
Pour des articles plus généraux, voir Climat de Provence-Alpes-Côte d'Azur et Climat des Hautes-Alpes.
En 2010, le climat de la commune est de type climat de montagne, selon une étude du Centre national de la recherche scientifique s'appuyant sur une série de données couvrant la période 1971-2000. En 2020, Météo-France publie une typologie des climats de la France métropolitaine dans laquelle la commune est exposée à un climat de montagne ou de marges de montagne et est dans la région climatique Alpes du sud, caractérisée par une pluviométrie annuelle de 850 à 1 000 mm, minimale en été.
Pour la période 1971-2000, la température annuelle moyenne est de 8,6 °C, avec une amplitude thermique annuelle de 17,8 °C. Le cumul annuel moyen de précipitations est de 1 073 mm, avec 8,5 jours de précipitations en janvier et 6,4 jours en juillet. Pour la période 1991-2020, la température moyenne annuelle observée sur la station météorologique de Météo-France la plus proche, « Saint-Firmin », sur la commune de Saint-Firmin à 4 km à vol d'oiseau, est de 9,6 °C et le cumul annuel moyen de précipitations est de 1 120,1 mm. 
La température maximale relevée sur cette station est de 38,2 °C, atteinte le 24 août 2023 ; la température minimale est de −23,5 °C, atteinte le 27 décembre 1962,,.
Les paramètres climatiques de la commune ont été estimés pour le milieu du siècle (2041-2070) selon différents scénarios d'émission de gaz à effet de serre à partir des nouvelles projections climatiques de référence DRIAS-2020. Ils sont consultables sur un site dédié publié par Météo-France en novembre 2022.

## Urbanisme

### Typologie
Au 1er janvier 2024, Aspres-lès-Corps est catégorisée commune rurale à habitat dispersé, selon la nouvelle grille communale de densité à 7 niveaux définie par l'Insee en 2022.
Elle est située hors unité urbaine. Par ailleurs la commune fait partie de l'aire d'attraction de Gap, dont elle est une commune de la couronne,. Cette aire, qui regroupe 73 communes, est catégorisée dans les aires de 50 000 à moins de 200 000 habitants,.

### Occupation des sols
L'occupation des sols de la commune, telle qu'elle ressort de la base de données européenne d’occupation biophysique des sols Corine Land Cover (CLC), est marquée par l'importance des forêts et milieux semi-naturels (78,6 % en 2018), en diminution par rapport à 1990 (81,5 %). La répartition détaillée en 2018 est la suivante : 
forêts (34,8 %), milieux à végétation arbustive et/ou herbacée (34,7 %), prairies (11,5 %), espaces ouverts, sans ou avec peu de végétation (9,2 %), zones agricoles hétérogènes (7 %), terres arables (1,5 %), eaux continentales (1,4 %).
L'évolution de l’occupation des sols de la commune et de ses infrastructures peut être observée sur les différentes représentations cartographiques du territoire : la carte de Cassini (XVIIIe siècle), la carte d'état-major (1820-1866) et les cartes ou photos aériennes de l'IGN pour la période actuelle (1950 à aujourd'hui).

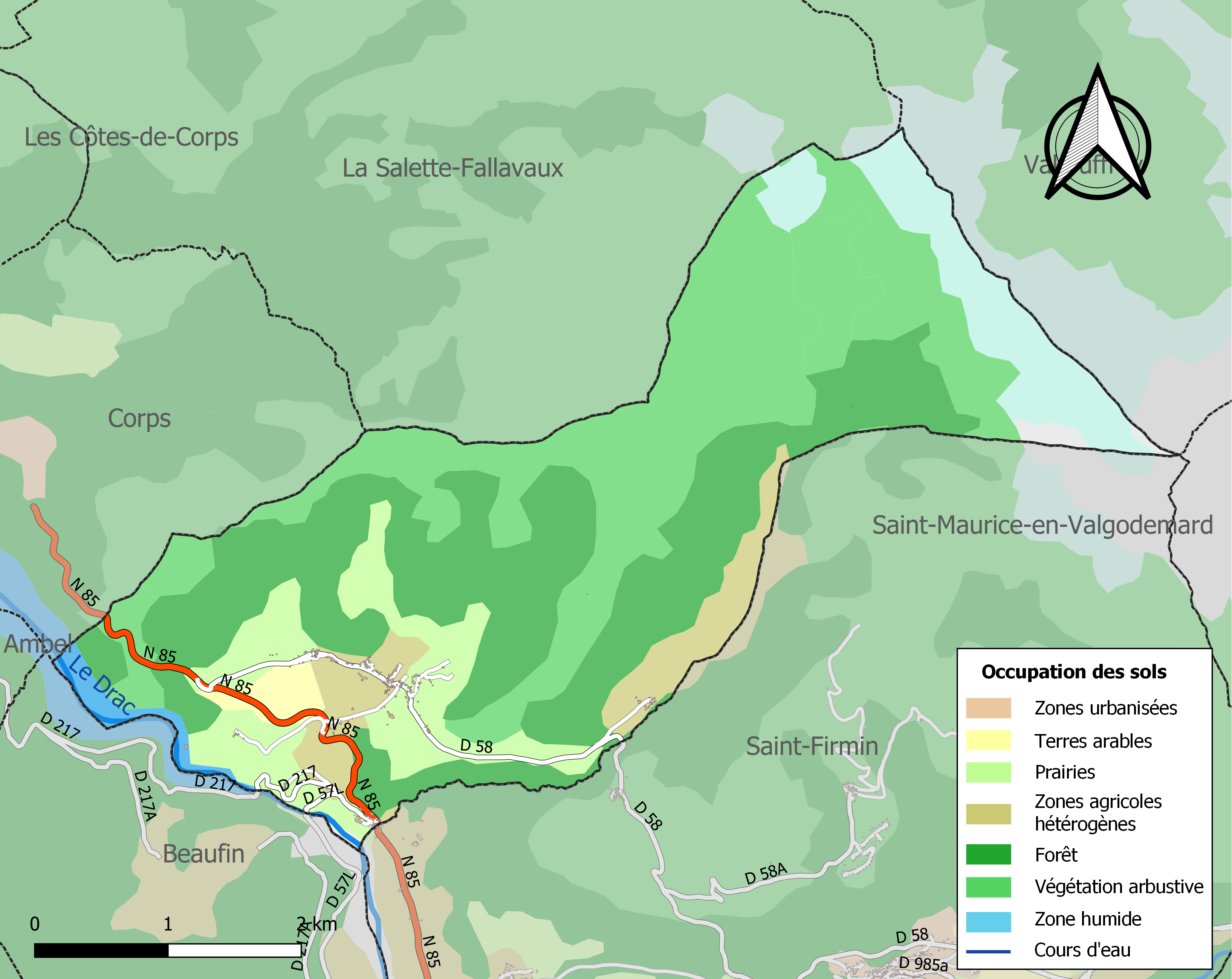
Carte de l'occupation des sols de la commune en 2018 (CLC).

## Toponymie
Aspres-lès-Còrps en occitan.
Le nom de la localité est attesté sous la forme de Aspere en 1152. L'adjectif occitan aspre, directement dérivé du latin asper, désigne, comme le français âpre, ce qui est dur, rude, rêche, raboteux, au sens propre ou figuré. Un « aspre mont » est une montagne d'aspect rude. Il est également admis que le terme aspres signifie « terrasses ». les toponymes qui en dérivent sont généralement des « hauteurs escarpées ».
Aspres-lès-Corps doit une partie de son toponyme à Corps, commune de l'Isère toute proche.

## Histoire
Le village pastoral était composé de plusieurs hameaux dont celui, en altitude, des Vachers (1523 m), abandonné dans les années 1930 et dont on retrouve encore les ruines.
Autrefois, une mine (anthracite) a été exploitée : des actions étaient même vendues au début du XXe siècle autour de son activité.

## Politique et administration
| Période                                  | Période      | Identité        | Étiquette | Qualité                              |
| ---------------------------------------- | ------------ | --------------- | --------- | ------------------------------------ |
| avant 1981                               | ?            | Pierre Hertig   |           |                                      |
| avant 2005                               | mars 2008    | Roger Barban    |           |                                      |
| mars 2008                                | mars 2014    | Maurice Mathieu |           |                                      |
| mars 2014                                | juillet 2020 | Françoise Mary  |           | Fonctionnaire de catégorie A         |
| juillet 2020                             | En cours     | Alain Templier, |           | Agriculteur sur moyenne exploitation |
| Les données manquantes sont à compléter. |              |                 |           |                                      |

## Population et société

### Démographie
L'évolution du nombre d'habitants est connue à travers les recensements de la population effectués dans la commune depuis 1793. Pour les communes de moins de 10 000 habitants, une enquête de recensement portant sur toute la population est réalisée tous les cinq ans, les populations de référence des années intermédiaires étant quant à elles estimées par interpolation ou extrapolation. Pour la commune, le premier recensement exhaustif entrant dans le cadre du nouveau dispositif a été réalisé en 2004.

En 2022, la commune comptait 93 habitants, en évolution de −13,08 % par rapport à 2016 (Hautes-Alpes : +0,4 %, France hors Mayotte : +2,11 %).
| 1793 | 1800 | 1806 | 1821 | 1831 | 1836 | 1841 | 1846 | 1851 |
| ---- | ---- | ---- | ---- | ---- | ---- | ---- | ---- | ---- |
| 541  | 533  | 602  | 556  | 653  | 629  | 617  | 601  | 689  |

| 1856 | 1861 | 1866 | 1872 | 1876 | 1881 | 1886 | 1891 | 1896 |
| ---- | ---- | ---- | ---- | ---- | ---- | ---- | ---- | ---- |
| 603  | 607  | 593  | 549  | 596  | 540  | 573  | 530  | 522  |

| 1901 | 1906 | 1911 | 1921 | 1926 | 1931 | 1936 | 1946 | 1954 |
| ---- | ---- | ---- | ---- | ---- | ---- | ---- | ---- | ---- |
| 458  | 458  | 412  | 389  | 321  | 304  | 257  | 236  | 206  |

| 1962 | 1968 | 1975 | 1982 | 1990 | 1999 | 2004 | 2006 | 2009 |
| ---- | ---- | ---- | ---- | ---- | ---- | ---- | ---- | ---- |
| 197  | 181  | 147  | 147  | 119  | 121  | 126  | 131  | 135  |

| 2014 | 2019 | 2022 | - | - | - | - | - | - |
| ---- | ---- | ---- | - | - | - | - | - | - |
| 111  | 99   | 93   | - | - | - | - | - | - |

## Lieux et monuments
- Église de l'Assomption d'Aspres-lès-Corps du XIXe siècle
- Château d'Aspres-lès-Corps (XIIIe siècle)
- Ancienne mine
- Défilé du Saut-du-Loup, à l'entrée du lac du Sautet

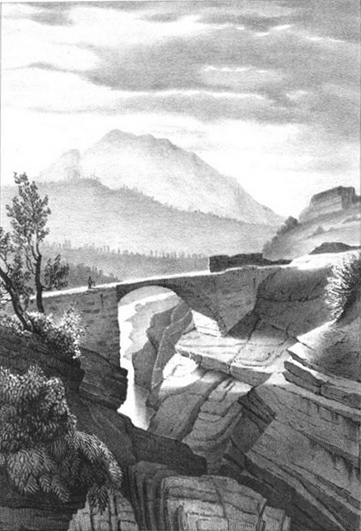
L'ancien Pont-Bernard sur le Drac.
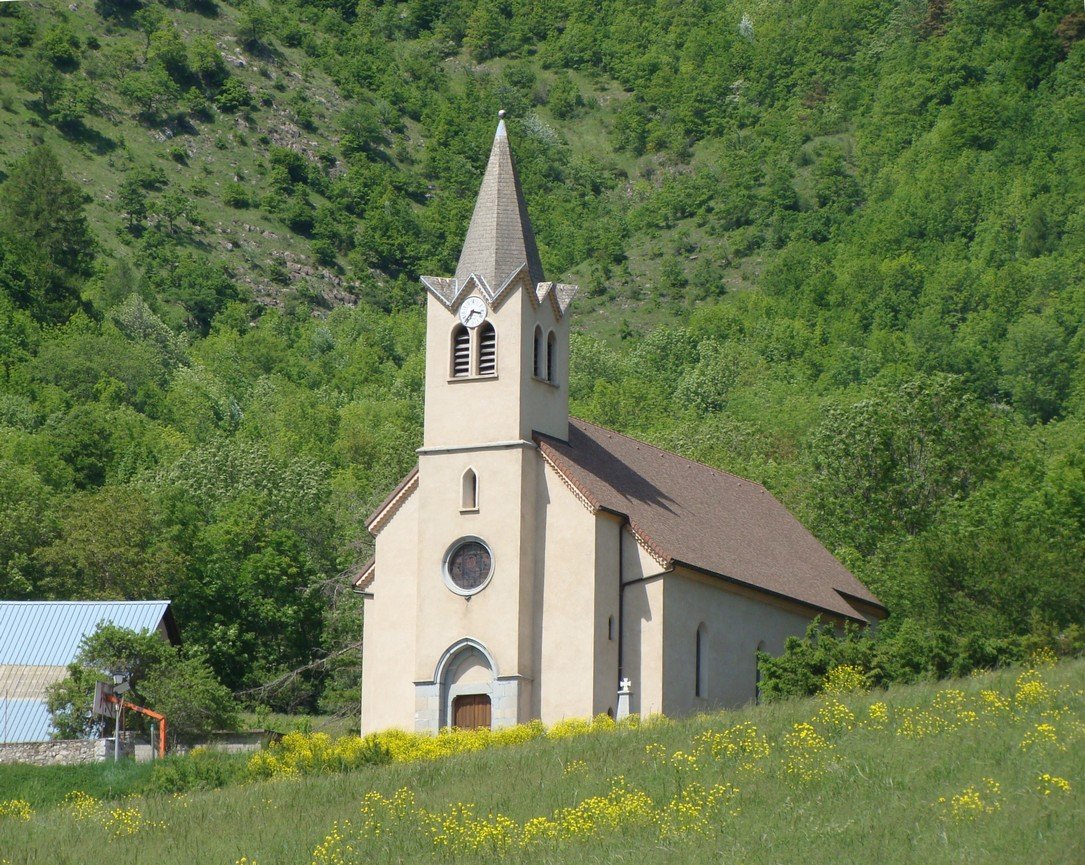
L'église d'Aspres-lès-Corps.
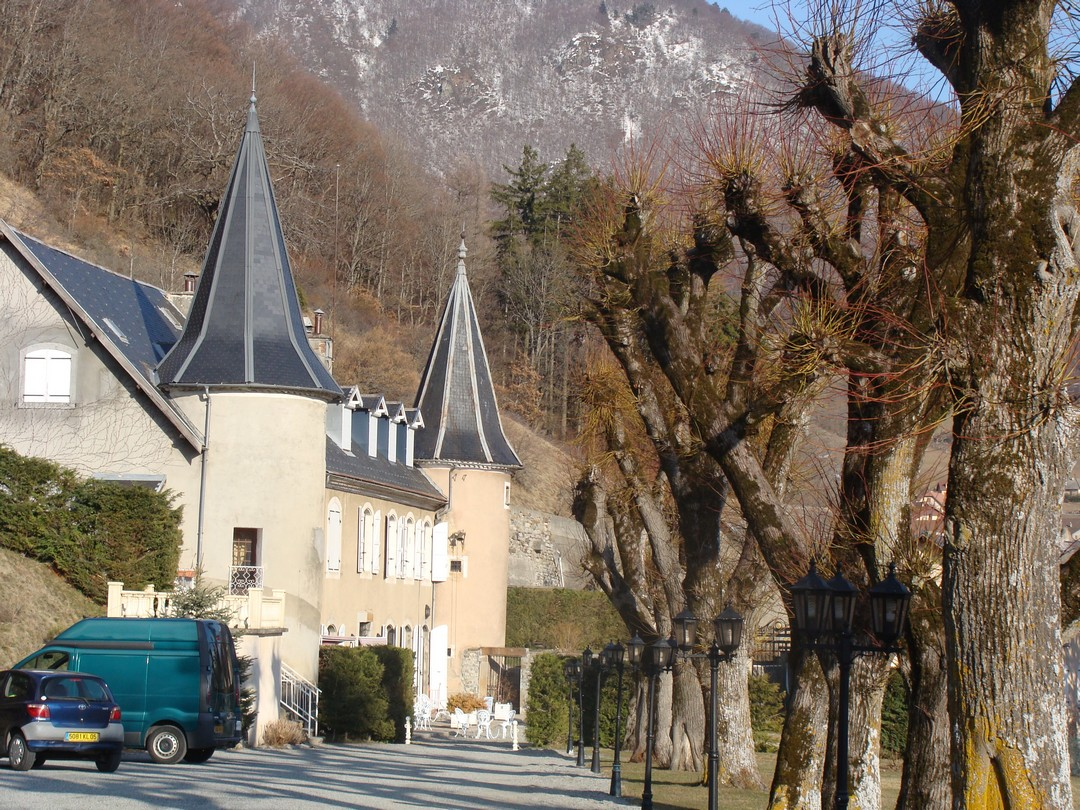
Château.

## Personnalités liées à la commune
Alexandre Maurice Blanc de Lanautte, comte d’Hauterive (né à Aspres-les-Corps en 1754 et mort à Paris 1830) : diplomate, directeur des Archives (1807), il travailla avec Napoléon et rédigea une soixantaine de traités importants.

## Héraldique
| Blason de Aspres-lès-Corps | Blason  | D'or à une aigle de sable, languée et armée de gueules, membrée au naturel, au chef d'azur chargé de trois étoiles de six raies d'argent. |
| Blason de Aspres-lès-Corps | Détails | Le statut officiel du blason reste à déterminer.                                                                                          |